# Johannes van Riemsdijk
Johannes van Riemsdijk (Meppel, 24 april 1757 - aldaar, 21 juni 1832) was een Nederlandse schulte en burgemeester.

## Leven en werk
Van Riemsdijk was een zoon van de landspander en schulte van Havelte en Vledder Albertus van Riemsdijk en Wilhelmina Oosting. Hij volgde in 1778 zijn vader op, die bedankte in dat jaar als schulte van Havelte en Vledder. Van Riemsdijk vervulde de functie van schulte tot 1795, toen hij werd opgevolgd door Wolter Kymmell. Hij was niet acceptabel voor het nieuwe regime omdat hij, samen met zijn zwager Petrus Hofstede, tot het oranjekamp behoorde. Van 1805 tot 1807 maakte hij deel uit van het bestuur van de Landschap Drenthe. In 1815 werd hij benoemd tot burgemeester van Havelte (in die tijd betiteld als schout van Havelte). Hij werd in 1817 opgevolgd door Hieronymus Wolter Kymmell. Van Riemsdijk overleed in juni 1832 op 75-jarige leeftijd.
Van Riemsdijk trouwde op 5 april 1787 te Havelte met de uit Assen afkomstige Margaretha Cornelia Hofstede, dochter van Wolter Hendrik Hofstede en Maria Cos. Zij was een zuster van de invloedrijke landdrost en Gouverneur van Drenthe Petrus Hofstede.